# アルトマール
アルトマール（フランス語: Artemare）は、フランス東部のオーヴェルニュ＝ローヌ＝アルプ地域圏のアン県にあるコミューン。

## 地理

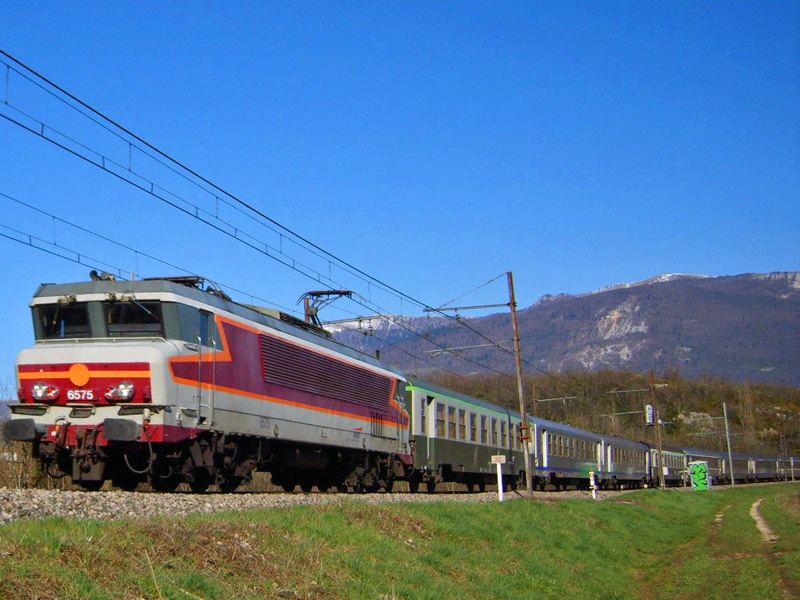
リヨンへ向かう鉄道

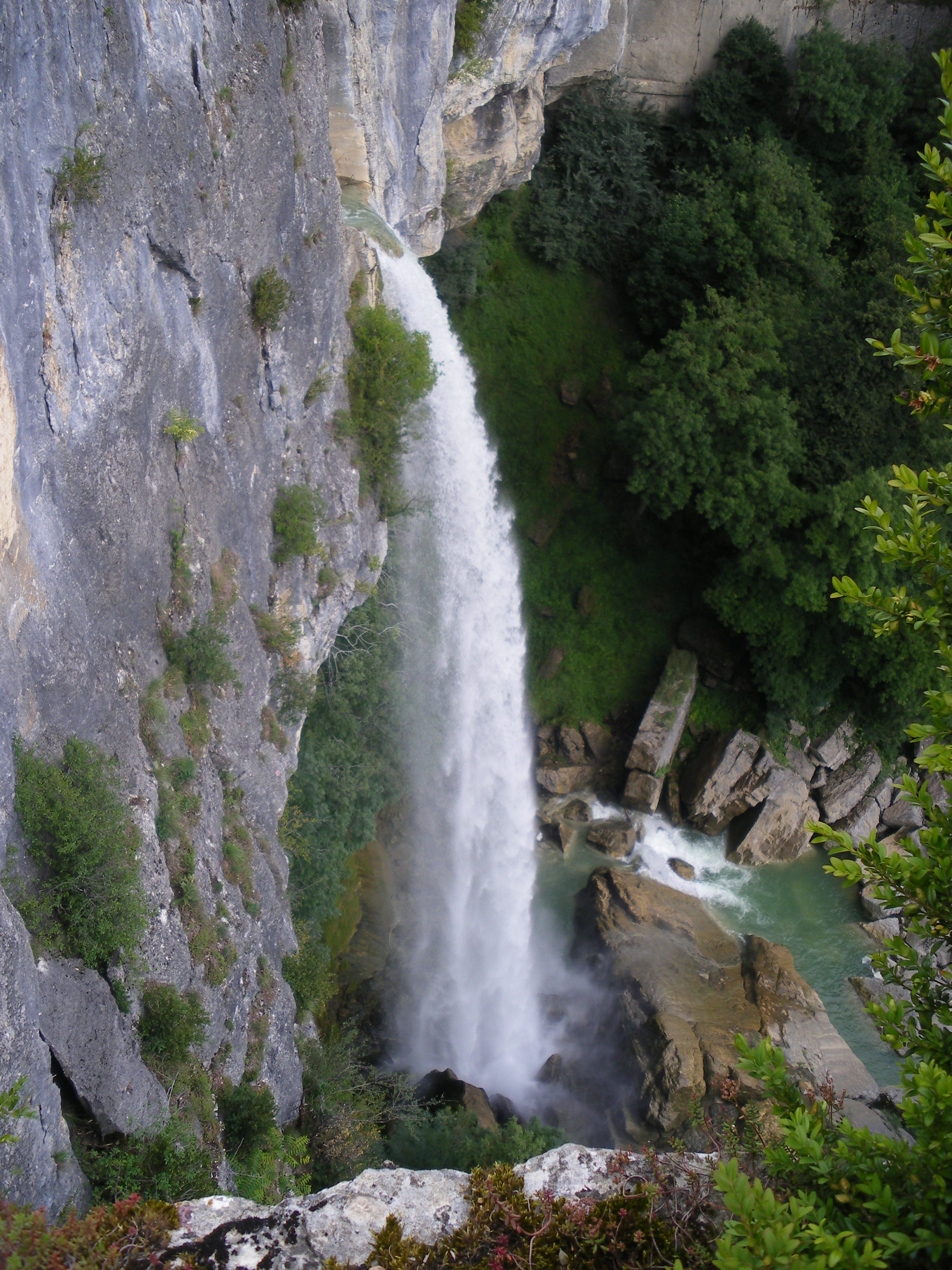
セルヴェリュー滝

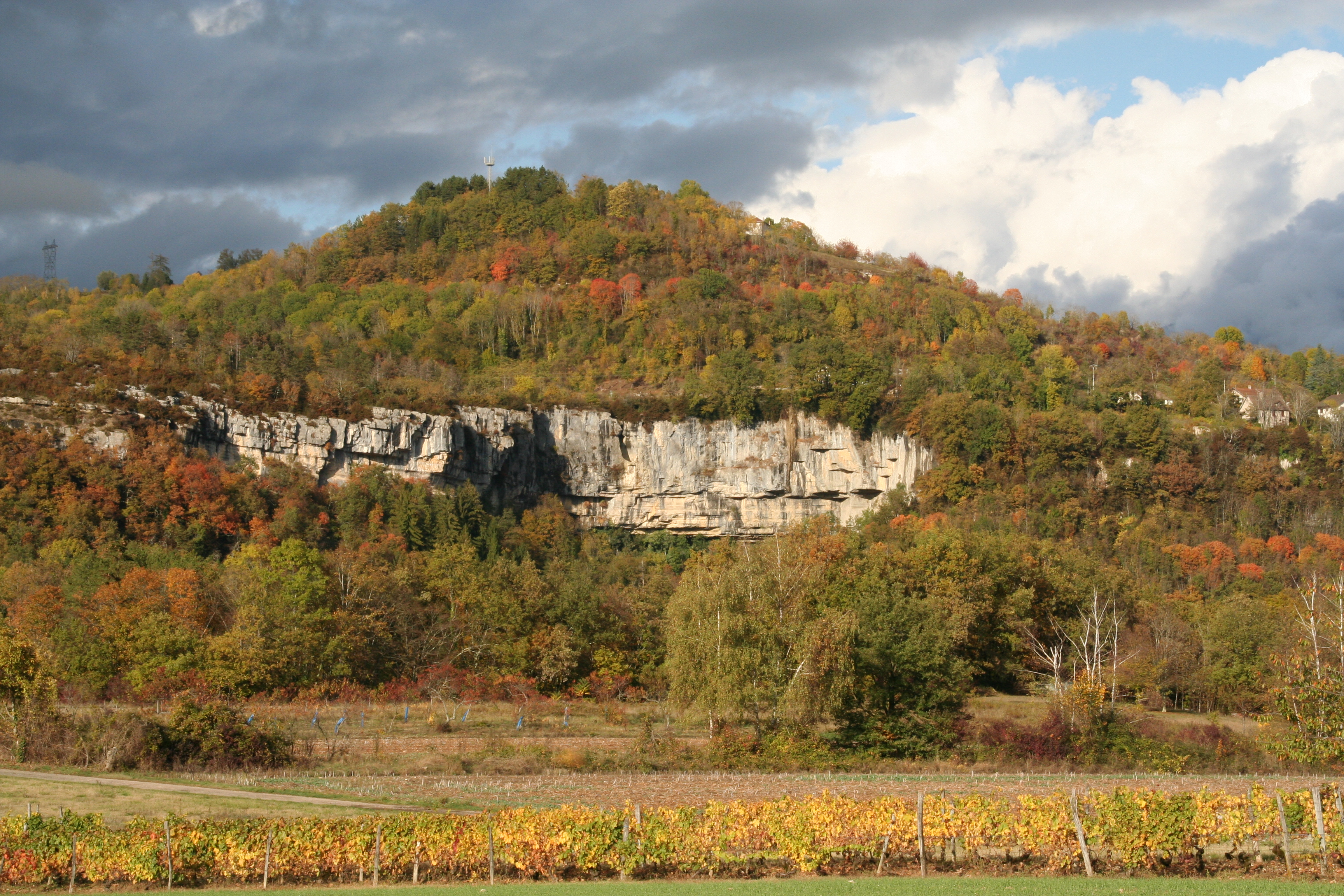
秋のセルヴェリュー滝

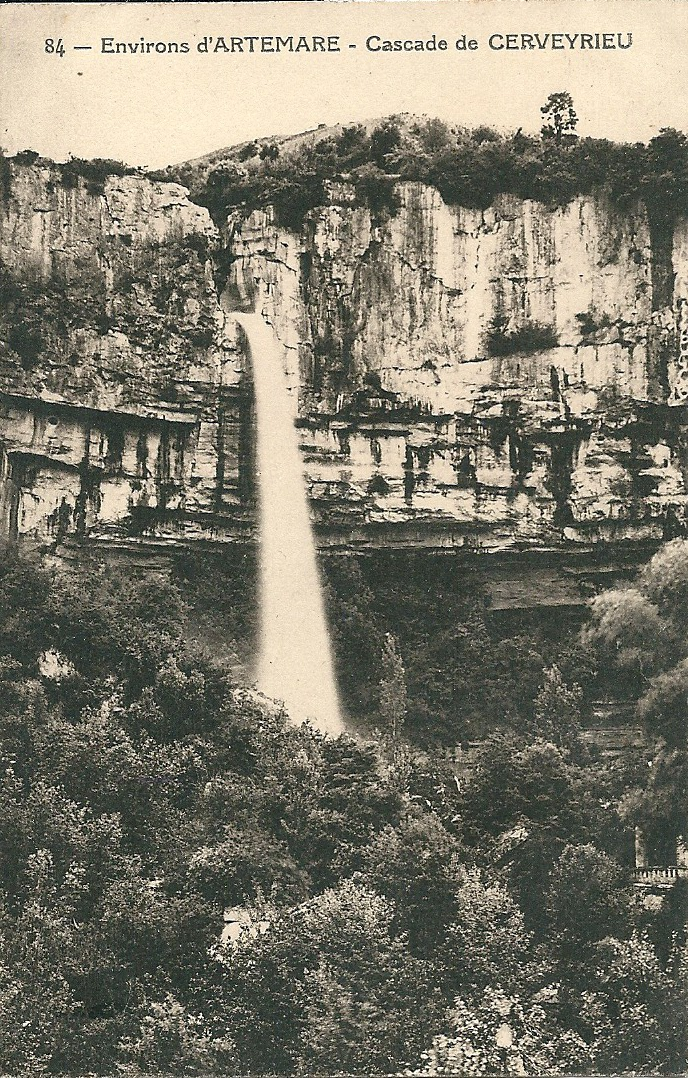
セルヴェリュー滝（1929年）

アルトマールはプラトー・ドートヴィル小郡のコミューンで、ベレの北16km、キュロとローヌ川の北西8kmに位置する。南はジュラ山脈、西はプラナシャ山脈、東はグラン・コロンビエ山脈に囲まれている。
ロウアー＝ビュジェとアッパー＝ビュジェの間にあり、サヴォワ県とイゼール県からもほど近い。
アルトマールにはいくつかの道路があり、西からD69D、北からD31L、東からD904が通っている。モダーヌからリヨンへ向かう鉄道は街の南を西から東へ走る。大きな市街地と集落を除いたコミューンの残りの部分は農地と森林である。

### 河川
ヨン川、セラン川、アルヴィエール川の3つの川が流れる。ヨン川は村を貫く運河で囲まれており、製材所の作業やマスの養殖池へ水を供給するのに利用されている。ヨン川はローヌ川の支流であるセラン川に流れ込む。セラン川はセルヴェリュー集落を横切り、約50メートルのセルヴェリュー滝がある。アルヴィエール川（グロワン川）もセラン川と合流する。

## 歴史
ルイ・ベルトロンによると、アルトマールは元々、モラールと呼ばれる丘の上にある小さな集落であり、ブルジェからセルヴェリューまで広がる広大な湿地帯を見下ろしていたことから、「上の海」を意味するAltemareという名前が付けられ、後にArtemareと呼ばれるようになった。
聖マルティヌスがそれまで異教を崇拝していたこの地域で福音を伝えたという伝承がある。アルトマール教会は聖マルティヌスを祀っており、近隣の村のサン・マルタン・ド・バヴェルにも彼の名前が付けられた。
ルイ・ベルトロンによれば、フィエルロズ高原を占領したサラセン人による侵略軍は「カラズの下」という地名の由来となっただけでなく、この地域の住民の一部にもなったと考えられている。

### 中世〜現在
疫病に見舞われて、サヴォワ伯爵の直轄地となった後、1536年から1559年までフランソワ1世、その後アンリ2世、そして1595年から1601年までアンリ4世によって占領された。 1601年1月17日のリヨン条約により、ブレス、ビュジェ、ジェックス地方とともに永久にフランスの領土となった。
フランス革命まで、アルトマールは多くの教区に含まれていた。1862年にヨン＝アルトマールが設立されるまで、これらの教区は依然として小さな村だった。1886年1月1日、このコミューンはアルトマールという名称を採用した。
町の戦争記念碑に記されているように、アルトマールでは2度の世界大戦で多くの住民が亡くなった。第二次世界大戦中、ベルラール・ホテルには司令官が駐在していた。レジスタンスが拘束または殺害された場所には20基の墓石や銘板が立てられ、アルトマールとその周辺の人々がレジスタンスに貢献したことを物語っている。解放後、村にはドイツ軍捕虜収容所が設けられた。

## 市長
アルトマールの市長は以下の通り。
| 任期   | 名前                    |
| ------ | ----------------------- |
| 1995〜 | André Gonguet           |
| 2001〜 | Mireille Charmont-Munet |
| 2020〜 | Roland Deschamps        |

## その他
2009年9月10日、ニコラ・サルコジ大統領がアルトマールを訪問し、炭素税を2010年1月1日から導入することを正式に承認した。